# ماريون ليونارد
ماريون ليونارد (بالإنجليزية: Marion Leonard)‏ هي ممثلة أمريكية، ولدت في 9 يونيو 1881 في سينسيناتي في الولايات المتحدة، وتوفيت في 9 يناير 1956 في وودلاند هيلز، كاليفورنيا في الولايات المتحدة.

## وصلات خارجية
- ماريون ليونارد على موقع IMDb (الإنجليزية)
- ماريون ليونارد على موقع ألو سيني (الفرنسية)
- ماريون ليونارد على موقع أول موفي (الإنجليزية)
- ماريون ليونارد على موقع قاعدة بيانات الأفلام السويدية (السويدية)
- ماريون ليونارد على موقع قاعدة بيانات الفيلم (الإنجليزية)
- ماريون ليونارد على موقع كينوبويسك (الروسية)